# Mulan (film 2020)
Mulan è un film del 2020 diretto da Niki Caro.
Prodotto da Walt Disney Pictures, è il remake in live action dell'omonimo film del 1998. Il film rivisita la leggenda cinese di Hua Mulan, una donna-guerriera, interpretata da Liu Yifei. Altri membri del cast sono Donnie Yen, Jason Scott Lee, Jet Li e Gong Li.
A causa della Pandemia di COVID-19, la pellicola è stata distribuita sulla piattaforma streaming Disney+ nel settembre 2020 con un sovrapprezzo speciale. Il 4 dicembre è stato reso noto che la pellicola sarebbe diventata disponibile a tutti gli abbonati senza alcun costo aggiuntivo.

## Trama
Hua Mulan è la figlia primogenita della famiglia Hua, il padre preferisce addestrarla nel combattimento, mentre la madre è disperata perché è una fanciulla così poco femminile in grado di trovare marito. La mezzana, incaricata di valutare se la ragazza costituisca un buon esempio di fanciulla da marito, conclude con rabbia e disprezzo che Mulan porterà disonore alla famiglia.
Nel frattempo, le truppe rouran, guidate dal malvagio e crudele Bori Khan, cingono d'assedio la Cina. L'imperatore emette un decreto che impone a ciascuna famiglia di inviare un uomo a prestare servizio nell'esercito imperiale per difendere il Paese dagli invasori. Per proteggere l'incolumità del vecchio padre malato, Mulan ne prende in segreto il posto: ne ruba l'armatura e si presenta al campo militare travestita da uomo, annunciandosi come Hua Jung. Comunque, l'addestramento non è dei più facili, e la ragazza vive nel continuo timore che la sua identità venga scoperta, il che comporterebbe l'esclusione dall'esercito e l'eterno disonore per la sua famiglia. Per fortuna, grazie alla sua forza interiore, riesce infine a superare l'addestramento e a guadagnarsi la stima dei compagni e del comandante Tung, vecchio amico di suo padre, oltre che a sviluppare un legame particolare con il soldato Chen Hongui.
Nel frattempo, Bori Khan continua ad avanzare, sostenuto nella sua impresa dalla strega mutaforma Xianniang; questo costringe il comandante Tung a concludere l'addestramento prima del previsto e a mandare il suo reggimento contro Bori Khan e i suoi uomini. Nello scontro che segue, Mulan ingaggia una battaglia con la strega Xianniang, la quale però scopre la sua vera identità e la schernisce perché si ostina ad essere qualcosa che non è. Mulan sopravvive allo scontro con Xianniang e con grande scaltrezza riesce a mettere fine all'attacco delle truppe Rouran guidate da Bori Khan, provocando una valanga che travolge in parte entrambi gli schieramenti, ma mentre la guarnigione cinese sopravvive, quella rouran è costretta alla ritirata. Durante il breve periodo di tregua che ne segue, Mulan, che ha deciso di smettere di nascondere la sua identità, si mostra al suo comandante e ai suoi compagni nelle sue vere sembianze, implorando il loro perdono, ma sfortunatamente viene punita con il congedo e anche intimata di non farsi mai più vedere, pena la morte.
Xianniang, che si riconosce simile a Mulan, cerca di persuaderla a passare dalla sua parte e le rivela che gli attacchi finora messi a segno da Bori Khan non sono altro che un diversivo per distogliere le truppe imperiali dal vero obiettivo dell'invasore: la città imperiale, dove Khan intende uccidere l'imperatore. Mulan torna al campo sfidando la rabbia del comandante Tung per ricongiungersi con i compagni d'armi e avvisarli del pericolo che incombe sull'imperatore, e così tutti insieme si dirigono alla città imperiale per fermare Khan. Quest'ultimo intanto, grazie a uno stratagemma di Xianniang, fa sì che la città imperiale rimanga sguarnita di guardie e alla mercé dei suoi uomini, per poi catturare l'imperatore dopo averlo attirato nel lontano cantiere di un palazzo in costruzione. Mentre i compagni di Mulan lottano contro i soldati rouran, la ragazza corre alla ricerca dell'imperatore, venendo aiutata dalla strega che si è ribellata a Khan, la quale però muore mentre fa scudo a Mulan con il suo corpo. Nello scontro, l'antica spada di famiglia viene distrutta, ma Mulan riesce comunque a sconfiggere e uccidere Bori Khan e a salvare l'imperatore. Così, con la Cina finalmente in salvo, l'imperatore organizza una cerimonia per ringraziare pubblicamente Mulan e le offre di fare parte della sua guardia personale, ma la ragazza rifiuta, perché ha deciso di tornare a casa per chiedere perdono al padre per il disonore che gli ha causato con il suo comportamento.
Tornata al suo villaggio natale, dove si ricongiunge con la sua famiglia, Mulan riceve i doni dell'imperatore: una nuova spada che reca inscritti in oro i valori di lealtà, coraggio, sincerità e devozione per la famiglia, e la rinnovata offerta di entrare a far parte della guardia imperiale.

## Produzione

### Sviluppo
La Walt Disney Pictures aveva originariamente espresso interesse in un adattamento live-action del film animato del 1998 Mulan con protagonista la star internazionale Zhang Ziyi, con Chuck Russell scelto come regista. Le riprese dovevano iniziare nell'ottobre 2010, ma il film è stato cancellato. Il 30 marzo 2015, The Hollywood Reporter ha riportato che Disney aveva riavviato lo sviluppo dell'adattamento live-action con Chris Bender e J. C. Spink produttori, mentre Elizabeth Martin e Lauren Hynek avrebbero scritto la sceneggiatura. Il 4 ottobre 2016 è stato annunciato che Rick Jaffa e Amanda Silver avrebbero riscritto la sceneggiatura, combinando la leggenda cinese e il film d'animazione del 1998, mentre Jason Reed avrebbe prodotto il film insieme a Chris Bender e Jake Weiner.

### Cast

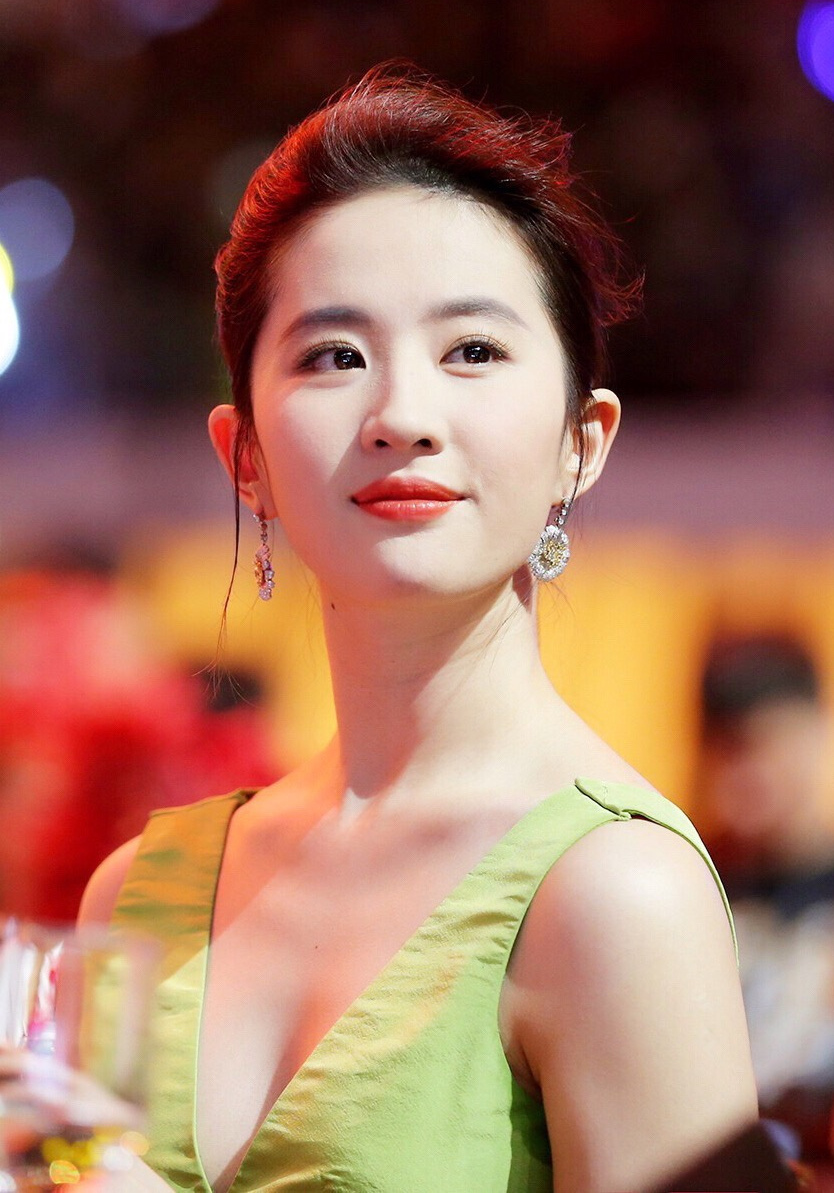
Liu Yifei interpreta Mulan nel film.

Dal momento che molti film recenti di Hollywood sono stati accusati di whitewashing, Mulan è stato sottoposto a un attento esame da quando The Hollywood Reporter ha divulgato la notizia che la Disney stava realizzando un adattamento live-action di Mulan. Una petizione online intitolata "Dì alla Disney che non vuoi una Mulan imbiancata!" ha ricevuto più di 100.000 firme. Il 4 ottobre 2016, la Disney ha annunciato che era in corso una ricerca globale di un'attrice cinese per interpretare il ruolo principale. Una squadra di direttori di casting ha visitato cinque continenti e ha visto quasi 1.000 candidate per il ruolo con criteri che richiedevano credibili abilità nelle arti marziali, la capacità di parlare in inglese chiaro e, infine, “star quality”. Il 29 novembre 2017, l'attrice cinese-americana Liu Yifei è stata scelta per interpretare il ruolo di Mulan. Molti hanno celebrato la notizia come una vittoria per la diversità nei film Disney. Ulteriori annunci sul cast per Donnie Yen, Gong Li, Jet Li e Xana Tang sono stati fatti ad aprile 2018, Utkarsh Ambudkar e Ron Yuan a maggio, Yoson An e Chum Ehelepola a giugno, Jason Scott Lee a luglio, Tzi Ma, Rosalind Chao, Cheng Pei-Pei, Nelson Lee, Jimmy Wong e Doua Moua ad agosto, e Chen Tang a settembre. La doppiatrice originale del film d'animazione, Ming-Na Wen, fa un cameo nel ruolo di una cortigiana.

### Regista
La Disney originariamente era alla ricerca di un regista asiatico per il film. Ha inizialmente considerato Ang Lee, regista taiwanese e due volte premio Oscar per il miglior regista. The Hollywood Reporter ha affermato che Lee è stato contattato ma ha rifiutato il 12 ottobre 2016. Secondo la notizia, a lui piacerebbe vedere un regista asiatico alla guida del film, ma lui stesso ha dovuto rifiutare perché era ancora obbligato a promuovere il suo film Billy Lynn - Un giorno da eroe. Successivamente, Disney ha incontrato Jiang Wen per il ruolo; infine, il 14 febbraio 2017, Niki Caro è stata ingaggiata come regista del film, rendendo Mulan il secondo film Disney con una regista donna e un budget superiore a $100 milioni dopo Nelle pieghe del tempo.

### Riprese
Le riprese sono iniziate il 13 agosto 2018, in varie zone della Nuova Zelanda e della Cina, e sono terminate il 25 novembre dello stesso anno. Secondo l’attrice Gong Li, il budget del film è stato di 290-300 milioni di dollari.

### Post-produzione
Gli effetti visivi sono stati forniti da Sony Imageworks e Weta Digital e supervisionati da Seth Maury e Andres Langlands, con Sean Andrew Faden come supervisore e l'aiuto di Framestore e Image Engine.

## Colonna sonora
Il 5 dicembre 2019 Matthew Wilder, autore della canzone portante della pellicola animata, intitolata Reflection, rivela che essa sarà riproposta anche per la versione live-action, cantata dalla protagonista Liu Yifei. L'8 marzo viene distribuita una versione della canzone in cinese, interpretata dall'attrice, rivisitazione della versione dei titoli di coda del brano originariamente interpretato nella versione cinese distribuita a Taiwan dalla cantante e attrice sino-americana Coco Lee con il titolo "自己" ("Zìjǐ"). Il 28 agosto, Christina Aguilera torna ad interpretare la canzone Reflection, da lei originariamente cantata nel cartone animato del 1998, cui si aggiunge un nuovo brano, scritto appositamente per il remake, che Aguilera interpreta sia in inglese, con il titolo Loyal Brave True, che in spagnolo, con il titolo El mejor guerrero. Il brano viene interpretato in italiano da Carmen Consoli con il titolo Coraggio, onestà e lealtà, mentre il brano Riflesso, interpretato nel 1998 da Syria per i titoli di coda italiani, viene lasciato in inglese nel remake.

## Promozione
Il teaser trailer è stato pubblicato l'8 luglio 2019, seguito dal trailer il 5 dicembre 2019.

## Distribuzione
La première di Mulan si è tenuta il 9 marzo 2020 al Dolby Theatre di Los Angeles.
Il film avrebbe inizialmente dovuto essere distribuito nei cinema il 2 novembre 2018, ma è stato rimandato a favore de Lo schiaccianoci e i quattro regni. L'uscita del film nelle sale cinematografiche statunitensi era prevista per il 27 marzo 2020, ma, a causa della pandemia del COVID-19, è stata rimandata al 24 luglio e poi al 21 agosto, mentre in Italia, prevista per il 26 marzo, è stata rimandata al 12 agosto.
Il 23 luglio la pellicola viene rimandata a data da destinarsi.
Il film è stato reso disponibile per lo streaming su Disney+ il 4 settembre con un costo aggiuntivo di 30 dollari negli USA e di 21,99 euro in Italia. Nei paesi in cui Disney+ non è disponibile è stato distribuito nei cinema come da consuetudine.

## Accoglienza

### Incassi
Durante il suo weekend di apertura per il mercato internazionale, Mulan ha incassato 5,9 milioni di dollari in nove paesi, tra cui 1,2 milioni di dollari in Thailandia e 700 000 dollari a Singapore, entrambi i quali sono stati i debutti più alti del 2020 nei rispettivi paesi. Mentre negli Emirati Arabi Uniti e Arabia Saudita il film ha incassato complessivamente 800 000 dollari.

### Critica
Mulan ha ricevuto recensioni positive da parte della critica. Il sito aggregatore di recensioni Rotten Tomatoes riporta che il 72% delle 272 recensioni professionali ha dato un giudizio positivo sul film, con un voto medio di 6,82 su 10. Il consenso critico del sito recita: "Avrebbe potuto raccontare la sua storia classica con maggiore profondità, ma il Mulan live-action è una meraviglia visiva che funge da emozionante aggiornamento del suo predecessore animato." Su Metacritic il film detiene un punteggio medio ponderato di 68 su 100, basato sul parere di 48 critici, indicando "recensioni generalmente favorevoli".
Richard Roeper del Chicago Sun-Times ha dato al film tre stelle e mezzo su quattro, lodando il "cast eccellente, l'azione emozionante e le immagini spettacolari", e aggiungendo: "la regista Caro sa come mettere in scena sequenze d'azione elaborate ed è ugualmente abile nella commedia leggera e nei momenti drammatici più pesanti." Kate Erbland di IndieWire gli ha dato come voto B+, definendolo un "epico d'azione straordinario che si ritaglia il suo percorso" e "forse il miglior esempio di come sposare l'originale con qualcosa di nuovo. 'La ballata di Mulan' è sempre stata una storia su scala epica sul potere di essere te stesso in un mondo non pronto ad accettarlo, una storia che probabilmente avrà sempre risonanza."
In Cina il film è stato talmente criticato da aver spinto nello stesso anno la Gold Valley Film a realizzare il lungometraggio in CGI Kung Fu Mulan e mettendo lo slogan, con chiaro riferimento al film Disney, "La vera Cina. La vera Mulan".

## Riconoscimenti
- 2021 - Premi Oscar[47]
  - Candidatura per i Migliori costumi a Bina Daigeler
  - Candidatura per i Migliori effetti speciali a Sean Faden, Anders Langlands, Seth Maury e Steve Ingram
- 2021 – Premio BAFTA[48]
  - Candidatura per i Migliori effetti speciali a Sean Faden, Anders Langlands, Seth Maury e Steve Ingram
- 2021 - Critics' Choice Awards[49]
  - Candidatura per il Migliori costumi a Bina Daigeler
  - Candidatura per il Migliori effetti speciali a Sean Faden, Anders Langlands, Seth Maury e Steve Ingram
- 2021 - Critics' Choice Super Awards[49]
  - Candidatura per il Miglior film d’azione
  - Candidatura per la Miglior attrice in un film d’azione a Liu Yifei
- 2021 - Screen Actors Guild Award[50]
  - Candidatura per le Migliori controfigure cinematografiche
- 2021 – Costume Designers Guild Awards[51]
  - Excellence in Period Film a Bina Daigeler
- 2021 - Art Directors Guild Awards[52]
  - Candidatura per Excellence in Production Design for a Fantasy Film a Grant Major e Anne Kuljian
- 2021 - Make-Up Artists and Hair Stylists Guild
  - Best Period and/or Character Make-Up in a Feature-Length Motion Picture a Denise Kum, Rick Findlater, Georgia Lockhart-Adams e James MacKinnon
  - Best Period and/or Character Hair Styling in a Feature-Length Motion Picture a Denise Kum, Rick Findlater, Georgia Lockhart-Adams e Terry Baliel
  - Best Special Make-Up Effects in a Feature-Length Motion Picture a Denise Kum e Chris Fitzpatrick
- 2021 - Visual Effects Society Awards[53]
  - Candidatura per Outstanding Created Environment in a Photoreal Feature a Jeremy Fort, Matt Fitzgerald, Ben Walker e Adrian Vercoe (per la Città Proibita)
  - Candidatura per Outstanding Effects Simulations in a Photoreal Feature a Theo Vandernoot, Sandra Balej, James Carson e Yuri Rudakov
  - Candidatura per Outstanding Compositing in a Photoreal Feature a Christoph Salzmann, Beck Veitch, Joerg Bruemmer e Indah Maretha
- 2021 - Satellite Award[54]
  - Candidatura per i Migliori effetti visivi a Sean Faden, Anders Langlands, Seth Maury e Steve Ingram
  - Candidatura per i Migliore scenografia a Grant Major e Anne Kuljian
  - Candidatura per i Migliori costumi a Bina Daigeler
- 2021 - Kids' Choice Award[55]
  - Candidatura al Miglior film
  - Candidatura per la attrice cinematografica preferita a Liu Yifei
- 2020 - E! People's Choice Awards[56]
  - Candidatura come Miglior film d'azione 2020

## Casi mediatici
Una richiesta di boicottaggio del film è iniziata quando la protagonista Liu Yifei ha mostrato il suo supporto alla polizia di Hong Kong, nel mezzo delle violente proteste del 2019-2020, causando una controversia internazionale. Un hashtag, #BoycottMulan, è diventato popolare per supportare il boicottaggio della pellicola. In seguito l’attrice non è stata presente al D23 Expo 2019, dove è stata mostrata un’anteprima esclusiva del film, benché si ritenga che sia stata incentivata dal governo cinese a sostenere l'agire delle forze dell'ordine.
Dopo la sua distribuzione, avvenuta sulla piattaforma Disney+, l'opera ha ricevuto molteplici critiche a causa della presenza nella produzione di sei agenzie governative cinesi, apparse nei titoli di coda, operanti nello Xinjiang (regione nel nord-ovest della Cina in cui il governo è stato accusato di aver creato dei campi di concentramento con lo scopo di "rieducare" forzatamente persone di etnia uigura).

## Sequel
Ad aprile 2020, è stato riportato che il sequel di Mulan è attualmente in sviluppo con Chris Bender, Jason T. Reed e Jake Weiner che ritornano ad essere i produttori.